# Nue (roman)
Pour les articles homonymes, voir Nue.
Nue est un roman de Jean-Philippe Toussaint paru le 5 septembre 2013 aux Éditions de Minuit.

## Historique
Nue est le quatrième et dernier volet du « Cycle de Marie », intitulé Marie Madeleine Marguerite de Montalte,, de quatre volets : Faire l'amour, en 2002 ; Fuir en 2005 ; La Vérité sur Marie en 2009 ; et Nue, en 2013.
Le roman est retenu dans les premières listes de quinze livres en lice pour le prix Goncourt et prix Femina en 2013. En 2014, il est retenu dans les dix romans sélectionnés pour le prix France Culture-Télérama fraichement renommé « Le Roman des étudiants France Culture – Télérama ».

## Réception critique
Pour Nathalie Crom, de Télérama, ce livre est « un grand roman d'amour à la grâce limpide » quand David Bornstein, de Arte Journal, considère que ce « roman [est] élégant, torsadé, insaisissable, aérien. On parcourt les pages, en apesanteur avec l'homme qui aime, enivré par la prose légère de Jean-Philippe Toussaint, légère comme la danse d'une fée. » Pour Sandrine Treiner et Augustin Trapenard, de l'émission radiophonique Les Bonnes Feuilles de France Culture, Nue est « le sobre et splendide nouveau roman de Jean-Philippe Toussaint »

## Éditions
- Les Éditions de Minuit, 2013  (ISBN 978-2707323057).
- Les Éditions de Minuit, collection « Double », 2017  (ISBN 9782707343840).
- M.M.M.M., « Cycle de Marie » complet, Les Éditions de Minuit, 2017  (ISBN 9782707343888).